# Jukovske, Berezivka
Jukovske (în ucraineană Жуковське) este un sat în comunei Petrovirivka din raionul Berezivka, regiunea Odesa, Ucraina. Anterior a purtat denumirea Petrivske.

## Demografie
Componența lingvistică a localității Jukovske
     Ucraineană (100%)
Conform recensământului din 2001, toată populația localității Jukovske era vorbitoare de ucraineană (100%).